# Тарнобжегски окръг
Тарнобжегски окръг (на полски: Powiat tarnobrzeski) е окръг в Югоизточна Полша, Подкарпатско войводство. Заема площ от 521,06 км2.
Административен център е град Тарнобжег, който не е част от окръга.

## География
Окръгът се намира в историческия регион Малополша. Разположен е в северозападната част на войводството.

## Население
Населението на окръга възлиза на 54 280 души (2012 г.). Гъстотата е 104 души/км2.

## Административно деление
Административно окръгът е разделен на 4 общини.
Градско-селски общини:
- Община Баранов Сандомерски
- Община Нова Демба

Селски общини:
- Община Гожице
- Община Грембов

## Галерия
- Баранов Сандомерски
- Нова Демба